# 超级蓬松行星
超级蓬松行星（Super-puff）是一种系外行星，其质量仅比地球大几倍，但半径却比海王星大，因此它的平均密度非常低。它们比膨胀的低密度热木星更冷，质量也更小。
已知最极端的例子是开普勒-51周围的三颗行星，都接近木星大小，但密度均低于0.1g/cm 3。这三颗行星于2012年被发现，但它们低密度的特性直到 2014 年才得到确认。另一颗类似的行星是Kepler-87c 。
一种假设是，超级蓬松行星大气层顶部具有大量尘埃连续流出（例如Gliese 3470 b ）——因此观测到的表面实际上是大气层顶部的尘埃。
另一种可能性是，一些超级蓬松行星可能是具有巨大环系统的正常密度行星，如HIP 41378 f。